# Однополые браки в Эквадоре
Республика Эквадор гарантировала принятой в 2008 году новой Конституцией страны правовую защиту всем стабильным и моногамным фактическим союзам в Эквадоре, в то же время признав возможным усыновление детей лишь разнополыми парами.
Новая социалистическая конституция была принята 64 % населения страны на общенациональном референдуме, состоявшемся 28 сентября 2008 года, и вступила в силу 21 октября 2008 года. Конституция провозгласила брак исключительно союзом мужчины и женщины, однако в то же время закрепила за всеми несостоящими в браке парами (как разнополыми, так и однополыми) равные права с женатыми парами.
| Ст. 67. <…> Брак есть союз между мужчиной и женщиной, основанный на свободном согласии супругов и равенстве прав, обязанностей и правоспособности. Ст. 68. Стабильный и моногамный союз между двумя людьми, свободными от брачных уз, де-факто образует семью, на период его существования и на условиях закона имеет такие же права и обязанности, что и семья, образованная в результате брака. Усыновление возможно только для разнополых пар. Оригинальный текст (исп.) Art. 67. Se reconoce la familia en sus diversos tipos. El Estado la protegerá como núcleo fundamental de la sociedad y garantizará condiciones que favorezcan integralmente la consecución de sus fines. Estas se constituirán por vínculos jurídicos o de hecho y se basarán en la igualdad de derechos y oportunidades de sus integrantes. El matrimonio es la unión entre hombre y mujer, se fundará en el libre consentimiento de las personas contrayentes y en la igualdad de sus derechos, obligaciones y capacidad legal. Art. 68. La unión estable y monogámica entre dos personas libres de vínculo matrimonial que formen un hogar de hecho, por el lapso y bajo las condiciones y circunstancias que señale la ley, generará los mismos derechos y obligaciones que tienen las familias constituidas mediante matrimonio. La adopción corresponderá sólo a parejas de distinto sexo. — República del Ecuador, Constituciones de 2008 |

Фактические союзы официально никак не регистрируются. Однако с 15 сентября 2014 года после многолетней борьбы ЛГБТ-активистов фактические партнёры (как однополые, так и разнополые) по желанию могут вносить имена друг друга в свои удостоверения личности.
21 апреля 2015 года Национальная Ассамблея приняла закон о гражданских союзах, в которые могут вступать как однополые, так и разнополые пары. Президент Эквадора Рафаэль Корреа подписал закон 19 июня 2015 года.
Пятью голосами «за» и четырьмя «против» Конституционный суд Эквадора 12 июня 2019 года фактически узаконил однополый брак в стране. Такое решение было принято на основании рассмотрения двух дел, представленных провинциальным судом Пичинча, в отношении гомосексуальных пар Ксавье Беналькасар и Эфраина Сория, Рубена Саласар и Карлоса Вердесото. Конституционный суд постановил, что решение Межамериканского суда по правам человека от января 2018 года является обязательным для Эквадора и имеет приоритет перед внутренним правом. Во втором постановлении Конституционный суд переписал статью 81 Гражданского кодекса страны следующим образом: «Брак — это торжественный договор, по которому два человека объединяются, чтобы жить вместе и взаимно помогать друг другу». Однополым парам также разрешено заключать брак в консульствах Эквадора и других дипломатических офисах по всему миру, если один из партнёров является гражданином Эквадора. Постановления вступили в силу 8 июля 2019 года.